# Joel Beeson
Joel Beeson (Winston-Salem, 13 settembre 1966 – Galax, 18 ottobre 2017) è stato un attore statunitense.

## Filmografia

### Cinema
- La morte ti fa bella  (1992)
- A letto con l'amico (1994)
- Ballistic (1995) – Ray

### Televisione
- Freshman Dorm (1992) – Michael
- Colombo (1992) – Clyde
- Desideria e l'anello del drago (1995) – principe Victor
- Friends (1995)
- Baywatch Nights (1995) – Grant Styles
- California Dreams (1995) – dr. Joe
- High Society (1995) – Kirby